# Edda de Winchester
San Edda de WInchester (también Hædde , Hedda, Hedde, Haedda, Haeddi) (f. 705) fue obispo de Winchester. Es venerado como santo por las iglesias católica y anglicana. 

## Biografía
Edda nació supuestamente en Headingley en West Yorkshire, y se convirtió en monje de la abadía de Whitby. Fue obispo de Dorchester desde 676. Se trasladó a Winchester sobre el 690 y murió el  7 de julio de 705, aunque la Anglo-Saxon Chronicle establece que murió en 703. En el código de leyes del rey Ine de Wessex, es mencionado el obispo como gran contribuidor a estas leyes. Después de su muerte, fue venerado como santo cuya festividad se celebra el 7 de julio,  y su diócesis fue partida en dos.